# Championnats de Granby
Gli Championnats de Granby, nome ufficiale Championnats Banque Nationale de Granby e in precedenza Challenger Banque Nationale de Granby per ragioni di sponsorizzazione, sono un torneo professionistico maschile e femminile di tennis. Il torneo maschile fa parte dell'ATP Challenger Tour e quello femminile del circuito dei tornei WTA 250. Si giocano sui campi in cemento del Parc Saint-Luc a Granby in Canada.

## Storia
Inaugurato nel 1993 come torneo maschile facente parte del circuito Challenger, le prime due edizioni si disputarono con il nome Challenger Bacardi-Martini au Chateau Montebello a Montebello, una cittadina del Québec a est di Montreal. Nel 1995 il torneo fu spostato a Granby, altra località del Quebec ma a ovest di Montréal, e prese il nome Challenger Banque Nationale de Granby. Nel corso degli anni ha avuto vari nomi "Challenger Bacardi-Martini au Chateau Montebello", "Challenger Banque Nationale de Granby" e l'attuale "Championnats Banque Nationale de Granby". Il torneo femminile fu aggiunto nel 2011 e faceva parte dell'ITF Women's Circuit.
Non si tennero le edizioni del 2020 e del 2021, annullate per la pandemia di COVID-19. Con l'edizione del 2022, il torneo femminile entrò a far parte del circuito WTA 250, mentre quello maschile rimase un evento del circuito Challenger, e il torneo prese il nome Championnats Banque Nationale de Granby. Nel 2023 gli organizzatori hanno preferito ri-declassare il torneo femminile perché concomitante con le qualificazioni degli US Open, facendo diventare il torneo un evento misto, maschile e femminile.
Takao Suzuki, Frank Dancevic e Peter Polansky hanno vinto 3 titoli a testa, i primi due nel singolare e Polansky l'unico a raggiungere questo traguardo in doppio.
Sharon Fichman, Carol Zhao e Ellen Perez condividono il record nel doppio femminile con due titoli ciascuna.

## Albo d'oro

### Singolare maschile
| Località   | Anno      | Campione                                     | Finalista                                    | Punteggio                                    |
| ---------- | --------- | -------------------------------------------- | -------------------------------------------- | -------------------------------------------- |
| Granby     | 2025      | August Holmgren                              | Liam Draxl                                   | 6–3, 6–3                                     |
| Granby     | 2024      | Bu Yunchaokete                               | Térence Atmane                               | 6–3, 6(7)–7, 6–4                             |
| Granby     | 2023      | Alexis Galarneau                             | Philip Sekulic                               | 6–4, 3–6, 6–3                                |
| Granby     | 2022      | Gabriel Diallo                               | Shang Juncheng                               | 7–5, 7–6(5)                                  |
| Granby     | 2021 2020 | Torneo annullato per la pandemia di COVID-19 | Torneo annullato per la pandemia di COVID-19 | Torneo annullato per la pandemia di COVID-19 |
| Granby     | 2019      | Ernesto Escobedo                             | Yasutaka Uchiyama                            | 7–6(5), 6–4                                  |
| Granby     | 2018      | Peter Polansky                               | Ugo Humbert                                  | 6–4, 1–6, 6–2                                |
| Granby     | 2017      | Blaž Kavčič                                  | Peter Polansky                               | 6–3, 2–6, 7–5                                |
| Granby     | 2016      | Frances Tiafoe                               | Marcelo Arévalo                              | 6–1, 6–1                                     |
| Granby     | 2015      | Vincent Millot                               | Philip Bester                                | 6–4, 6–4                                     |
| Granby     | 2014      | Hiroki Moriya                                | Fabrice Martin                               | 7–5, 6(4)–7, 6–3                             |
| Granby     | 2013      | Frank Dancevic (3)                           | Lukáš Lacko                                  | 6–4, 6(4)–7, 6–3                             |
| Granby     | 2012      | Vasek Pospisil                               | Igor Sijsling                                | 7–6(2), 6–4                                  |
| Granby     | 2011      | Édouard Roger-Vasselin                       | Matthias Bachinger                           | 7–6(9), 4–6, 6–1                             |
| Granby     | 2010      | Tobias Kamke                                 | Milos Raonic                                 | 6–3, 7–6(4)                                  |
| Granby     | 2009      | Xavier Malisse                               | Kevin Anderson                               | 6–4, 6–4                                     |
| Granby     | 2008      | Alex Bogdanović                              | Danai Udomchoke                              | 7–6(14), 3–6, 7–6(6)                         |
| Granby     | 2007      | Takao Suzuki (3)                             | Lu Yen-hsun                                  | 6–4, 6–4                                     |
| Granby     | 2006      | Frank Dancevic (2)                           | Tobias Clemens                               | 6(2)–7, 7–6(6), 6–3                          |
| Granby     | 2005      | Danai Udomchoke                              | Grégory Carraz                               | 7–6(6), 2–6, 7–6(2)                          |
| Granby     | 2004      | Michael Russell                              | Davide Sanguinetti                           | 6–3, 6–2                                     |
| Granby     | 2003      | Frank Dancevic (1)                           | Eric Taino                                   | 7–6(10), 6–1                                 |
| Granby     | 2002      | Peter Luczak                                 | Alex Bogomolov Jr.                           | 6–3, 7–6(6)                                  |
| Granby     | 2001      | Axel Pretzsch                                | Jeff Morrison                                | 6(5)–7, 6–3, 6–4                             |
| Granby     | 2000      | Takao Suzuki (2)                             | Cecil Mamiit                                 | 6–4, 6–3                                     |
| Granby     | 1999      | Petr Kralert                                 | Mark Knowles                                 | 6–4, 6–7, 7–6                                |
| Granby     | 1998      | Takao Suzuki (1)                             | David Caldwell                               | 7–6, 6–3                                     |
| Granby     | 1997      | Wayne Black                                  | Cristiano Caratti                            | 6–1, 6–2                                     |
| Granby     | 1996      | Non disputato                                | Non disputato                                | Non disputato                                |
| Granby     | 1995      | Robbie Weiss                                 | Sargis Sargsian                              | 6–2, 6–2                                     |
| Montebello | 1994      | Sébastien Lareau                             | Patrick Baur                                 | 7–6, 6–1                                     |
| Montebello | 1993      | Cristiano Caratti                            | Steve Bryan                                  | 4–6, 7–5, 6–3                                |

### Doppio maschile
| Località   | Anno      | Campioni                                     | Finalisti                                    | Punteggio                                    |
| ---------- | --------- | -------------------------------------------- | -------------------------------------------- | -------------------------------------------- |
| Granby     | 2025      | Finn Reynolds James Watt                     | Kody Pearson Yuta Shimizu                    | 6–3, 6–4                                     |
| Granby     | 2024      | Andrés Andrade Mac Kiger                     | Justin Boulais Joshua Lapadat                | 3–6, 6–3, [10–2]                             |
| Granby     | 2023      | Christian Harrison Miķelis Lībietis          | Tristan Schoolkate Adam Walton               | 6–4, 6–3                                     |
| Granby     | 2022      | Julian Cash Henry Patten                     | Jonathan Eysseric Artem Sitak                | 6–3, 6–2                                     |
| Granby     | 2021 2020 | Torneo annullato per la pandemia di COVID-19 | Torneo annullato per la pandemia di COVID-19 | Torneo annullato per la pandemia di COVID-19 |
| Granby     | 2019      | André Göransson Sem Verbeek                  | Li Zhe Hugo Nys                              | 6–2, 6–4                                     |
| Granby     | 2018      | Alex Lawson Li Zhe                           | JC Aragone Liam Broady                       | 7–6(2), 6–3                                  |
| Granby     | 2017      | Joe Salisbury Jackson Withrow                | Marcel Felder Gō Soeda                       | 4–6, 6–3, [10–6]                             |
| Granby     | 2016      | Guilherme Clezar Alejandro González          | Saketh Myneni Sanam Singh                    | 3–6, 6–1, [12–10]                            |
| Granby     | 2015      | Philip Bester Peter Polansky (3)             | Enzo Couacaud Luke Saville                   | 6(5)–7, 7–6(2), [10–7]                       |
| Granby     | 2014      | Marcus Daniell Artem Sitak                   | Jordan Kerr Fabrice Martin                   | 7–6(5), 5–7, [10–5]                          |
| Granby     | 2013      | Erik Chvojka Peter Polansky (2)              | Adam El Mihdawy Ante Pavić                   | 6–4, 6–3                                     |
| Granby     | 2012      | Philip Bester(2) Vasek Pospisil              | Yuichi Ito Takuto Niki                       | 6–1, 6–2                                     |
| Granby     | 2011      | Karol Beck Édouard Roger-Vasselin            | Matthias Bachinger Frank Moser               | 6–1, 6–3                                     |
| Granby     | 2010      | Frederik Nielsen Joseph Sirianni             | Sanchai Ratiwatana Sonchat Ratiwatana        | 4–6, 6–4, [10–6]                             |
| Granby     | 2009      | Colin Fleming Kenneth Skupski                | Amir Hadad Harel Levy                        | 6–3, 7–6(6)                                  |
| Granby     | 2008      | Philip Bester (1) Peter Polansky (1)         | Alberto Francis Nicholas Monroe              | 2–6, 6–1, [10–5]                             |
| Granby     | 2007      | Sanchai Ratiwatana Sonchat Ratiwatana        | Satoshi Iwabuchi Philip Stolt                | 6–2, 7–6(4)                                  |
| Granby     | 2006      | Alessandro Gravina Gary Lugassy              | Lu Yen-hsun Frank Moser                      | 6–2, 7–6(2)                                  |
| Granby     | 2005      | Johan Landsberg Lu Yen-hsun (2)              | Philip Bester Frank Dancevic                 | 4–6, 7–6(5), 7–5                             |
| Granby     | 2004      | Brian Baker Frank Dancevic                   | Harel Levy Davide Sanguinetti                | 6–2, 7–6(5)                                  |
| Granby     | 2003      | Lu Yen-hsun (1) Danai Udomchoke              | Josh Goffi Ryan Sachire                      | 6(4)–7, 6–4, 7–6(0)                          |
| Granby     | 2002      | Noam Behr Michael Joyce                      | Thomas Dupre Simon Larose                    | 6–0, 6–3                                     |
| Granby     | 2001      | Bobby Kokavec Jeff Morrison                  | Brandon Hawk Robert Kendrick                 | 6–4, 6–4                                     |
| Granby     | 2000      | Hyung-Taik Lee Yong-il Yoon                  | Frédéric Niemeyer Jerry Turek                | 7–6(3), 6–3                                  |
| Granby     | 1999      | Kevin Kim Jimy Szymanski                     | Harel Levy Lior Mor                          | 4–6, 6–1, 6–4                                |
| Granby     | 1998      | Gouichi Motomura Takao Suzuki                | Bobby Kokavec Frédéric Niemeyer              | 7–6, 6–1                                     |
| Granby     | 1997      | Grant Doyle Mark Merklein                    | Eyal Erlich Lorenzo Manta                    | 7–5, 6–3                                     |
| Granby     | 1996      | Non disputato                                | Non disputato                                | Non disputato                                |
| Granby     | 1995      | Brian MacPhie Sandon Stolle                  | Mark Knowles Daniel Nestor                   | walkover                                     |
| Montebello | 1994      | Sébastien Lareau Sébastien Leblanc           | Sergio Gómez Barrio Brian Gyetko             | 6–2, 6–3                                     |
| Montebello | 1993      | David DiLucia Doug Flach                     | Lan Bale Maurice Ruah                        | 6–3, 6–2                                     |

### Singolare femminile
| Anno       | Categoria                                    | Campionessa                                  | Finalista                                    | Punteggio                                    |
| ---------- | -------------------------------------------- | -------------------------------------------- | -------------------------------------------- | -------------------------------------------- |
| 2011       | ITF $25,000                                  | Stéphanie Dubois                             | Zhang Ling                                   | 6–2, 2–6, 6–1                                |
| 2012       | ITF $25,000                                  | Eugenie Bouchard                             | Stéphanie Dubois                             | 6–2, 5–2 rit.                                |
| 2013       | ITF $25,000                                  | Risa Ozaki                                   | Samantha Murray                              | 0–6, 7–5, 6–2                                |
| 2014       | ITF $25,000                                  | Miharu Imanishi                              | Stéphanie Foretz                             | 6–4, 6–4                                     |
| 2015       | ITF $50,000                                  | Johanna Konta                                | Stéphanie Foretz (2)                         | 6–2, 6–4                                     |
| 2016       | ITF $50,000                                  | Jennifer Brady                               | Vol'ha Havarcova                             | 7–5, 6–2                                     |
| 2017       | ITF $60,000                                  | Cristiana Ferrando                           | Katherine Sebov                              | 6–2, 6–3                                     |
| 2018       | ITF $60,000                                  | Julia Glushko                                | Arina Rodionova                              | 6–4, 6–3                                     |
| 2019       | ITF $80,000                                  | Lizette Cabrera                              | Leylah Fernandez                             | 6–1, 6–4                                     |
| 2020- 2021 | Torneo annullato per la pandemia di COVID-19 | Torneo annullato per la pandemia di COVID-19 | Torneo annullato per la pandemia di COVID-19 | Torneo annullato per la pandemia di COVID-19 |
| 2022       | WTA 250                                      | Dar'ja Kasatkina                             | Daria Saville                                | 6–4, 6–4                                     |
| 2023       | ITF $100,000                                 | Kayla Day                                    | Katherine Sebov                              | 6–4, 2–6, 7–5                                |
| 2024       | ITF $60,000                                  | Maria Mateas                                 | Kayla Cross                                  | 6–3, 7–6(3)                                  |
| 2025       | ITF $60,000                                  | Talia Gibson                                 | Fiona Crawley                                | 6–3, 6-4                                     |

### Doppio femminile
| Anno       | Categoria                                    | Campionesse                                  | Finaliste                                    | Punteggio                                    |
| ---------- | -------------------------------------------- | -------------------------------------------- | -------------------------------------------- | -------------------------------------------- |
| 2011       | ITF $25,000                                  | Sharon Fichman Sun Shengnan                  | Viktoryja Kisialeva Nathalia Rossi           | 6–4, 6–2                                     |
| 2012       | ITF $25,000                                  | Sharon Fichman (2) Marie-Ève Pelletier       | Shūko Aoyama Miki Miyamura                   | 4–6, 7–5, [10–4]                             |
| 2013       | ITF $25,000                                  | Lena Litvak Carol Zhao                       | Julie Coin Emily Webley-Smith                | 7–5, 6–4                                     |
| 2014       | ITF $25,000                                  | Hiroko Kuwata Riko Sawayanagi                | Erin Routliffe Carol Zhao                    | w/o                                          |
| 2015       | ITF $50,000                                  | Jessica Moore Storm Sanders                  | Laura Robson Erin Routliffe (2)              | 7–5, 6–2                                     |
| 2016       | ITF $50,000                                  | Jamie Loeb An-Sophie Mestach                 | Julia Glushko Vol'ha Havarcova               | 6–4, 6–4                                     |
| 2017       | ITF $60,000                                  | Ellen Perez Carol Zhao (2)                   | Alexa Guarachi Olivia Tjandramulia           | 6–2, 6–2                                     |
| 2018       | ITF $60,000                                  | Ellen Perez (2) Arina Rodionova              | Erika Sema Aiko Yoshitomi                    | 7–5, 6–4                                     |
| 2019       | ITF $80,000                                  | Haruka Kaji Junri Namigata                   | Quinn Gleason Ingrid Neel                    | 7–6(5), 5–7, [10–8]                          |
| 2020- 2021 | Torneo annullato per la pandemia di COVID-19 | Torneo annullato per la pandemia di COVID-19 | Torneo annullato per la pandemia di COVID-19 | Torneo annullato per la pandemia di COVID-19 |
| 2022       | WTA 250                                      | Alicia Barnett Olivia Nicholls               | Harriet Dart Rosalie van der Hoek            | 5–7, 6–3, [10–1]                             |
| 2023       | ITF $100,000                                 | Marcela Zacarías Renata Zarazúa              | Carmen Corley Ivana Corley                   | 6–3, 6–3                                     |
| 2024       | ITF $60,000                                  | Ariana Arseneault Mia Kupres                 | Liang En-shuo Park So-hyun                   | 6–4, 2–6, [10–6]                             |
| 2025       | ITF $60,000                                  | Alexandra Vagramov Darja Viďmanová           | Saki Imamura Wakana Sonobe                   | 7–6(5), 6–3                                  |